# 루카 공화국
루카 공화국(Serenissima Repubblica Lucense)은 1160년부터 1805년까지 이탈리아 반도 중앙에 있던 국가이다.

## 역사

### 중세 시대
신성 로마 제국의 이탈리아 왕국에 있는 루카 시는 토스카나 변경백국의 영토였다. 구체적인 자치권은 교황 그레고리오 7세와 서임권 투쟁을 하던 시기인 1084년에 신성 로마 황제 하인리히 4세가 공인하면서 얻게 되었다. 1115년에 토스카나의 마틸데 공작 부인이 사망한 후, 루카는 1160년에 구엘포 6세 변경백이 공인한 인가서를 가지고, 독립 코무네를 구성했다. 그리고 약 500년간 루카는 독립 공화국으로 있었다.
말라스피나(Malaspina) 가문의 지배를 받는 남부 리구리아와 북부 토스카나 사이에는 작은 지방 지역들이 많았다. 이 시기에 토스카나는 봉건 유럽 지역이였다. 단테의 신곡에는 거대한 경영권과 사법권을 지닌 위대한 귀족 가문들이 많이 언급된다. 단테는 루카에서 추방 시간을 일부 보냈었다.
1273년 그리고 1277년에 루카는 구엘프파 카피타노 델 포폴로(민중 대장)인 루케토 가틸루시오의 지배를 받았었다. 1314년에 내부 다툼으로 인해 피사의 우구초네 델라 파주올라가 스스로 루카의 군주로 내세우기도 하였다.

#### 카스트루초 카스트라카니
루카인들은 우구초네 델라 파주올라를 2년뒤에 추방시켰고, 루카는 이후에 루카 시를 지배하는 또 다른 콘도티에로인 카스트루초 카스트라카니에게 넘어간다. 루카는 카스트라카니가 사망하는 1328년까지 피렌체와 라이벌 관계였다.
1325년 9월 22일과 23일에 벌어진 알토파시오 전투에서 카스트라카니는 피렌체의 구엘프군을 격퇴시켰다. 이로 인해 그는 바이에른의 루트비히 4세에 의해 루카 공작으로 이름을 올리기도 하였다. 카스트라카니의 무덤은 성 프란체스코 교회에 있다. 그의 생애는 니콜로 마키아벨리에 의해 소개되었다.

## 르네상스와 그 이후
바이에른의 루트비히 4세의 군대에게 점령당한 루카는 부유한 제노바인 게라르디노 스피놀라(Gherardino Spinola)에게 매각되었고, 그 이후에 보헤미아의 왕 요한(1296년-1346년)에게 포위를 당했었다. 그후 파르마의 로시(Rossi)에게 전당을 잡혔고, 베로나의 마르티노 델라 스칼라에게 넘겨진다. 그리고 나서 항복한 피사인들이 피렌체인들에게 매각하였고(1342년–1368년), 그후에 명목상으로 신성 로마 황제 카를 4세 (요한의 아들이자 보헤미아의 왕)에게 해방되었고 그의 대리가 통치를 하였다.
1408년에 루카는 교황령의 갈등을 종료시키는 회의를 주최했었다. 루카는 처음에는 민주적으로 운영되었지만, 1628년 과두제가 이뤄진 이후, 베네치아, 제노바와 함께 이를 주 정치 처제로 이루었다. 이는 프랑스 혁명이 일어나는 1789년까지 지속되었다. 루카는 수 세기 동안 독립을 유지한 헌법을 지닌 공화국으로서는 베네치아, 제노바 다음으로는 이탈리아 내에서 3번째로 컸었다.

### 종말

#### 19세기 초
프랑스 민주주의

루카의 자코뱅 깃발 (1799년과 1800–05).

공화국의 독립 흐름은 프랑스 혁명 전쟁내 이탈리아 작전이였던 2차 침입(1799년–1800년) 이후인 1799년 2월에 바뀌었다.
프랑스 자코뱅 세력들은 공화제를 중점으로 하는 민주 정치 체제를 갖춘 루카국을 세웠다. 루카국의 정치 체제는 구성된 양원제의 입법부로서, 프랑스 총재정부에게서 승인을 받았다. 하지만 민주 정치는 오래가지 못하였다.
합스부르크 점령기
1799년 7월에서 다섯 달이 지나고 프랑스 군대가 철수한 후, 합스부르크 군주국의 군대는 도시를 점령하고 임시 정부를 세웠다.
프랑스식 공화국의 회복
1800년 말에 프랑스 군대가 돌아와 루카를 재점령하였다. 루카국의 새로운 정치 체제는 1801년에 세워졌고, 대위원회라고 불리던 의회와 행정부의 대표 같은 정의 의원회장을 회복시켰다.
나폴레옹 시대 대공국
1805년에 루카의 관리권이 피옴비노 후국과 루카국을 통합시킨 나폴레옹에게 넘어가면서, 루카피옴비노 대공국(1805–1809)이 세워졌다. 그는 그가 총애하고 그의 여자 형제 중 유일하게 정치력을 모으던 여동생 엘리자 보나파르트 바치오키에게 이곳을 통치하게 주었다. 엘리자는 빌라 레알레 디 마리아에서 루카와 피옴비노의 여공으로서 통치를 하기 시작하였다.

## 같이 보기
- 루카 공국 — 나폴레옹 이후 시대 (1815년–1847년)
- 토스카나 대공국 — (1569년-1801년)과 (1815년–1859년)